# Cylindropuntia viridiflora
Cylindropuntia viridiflora är en kaktusväxtart som först beskrevs av Nathaniel Lord Britton och Joseph Nelson Rose, och fick sitt nu gällande namn av F.M. Knuth. Cylindropuntia viridiflora ingår i släktet Cylindropuntia, och familjen kaktusväxter. Inga underarter finns listade i Catalogue of Life.